# تيت شميت
تيت شميت (بالإنجليزية: Tate Schmitt)‏ هو لاعب كرة قدم أمريكي في مركزي الهجوم والدفاع، ولد في 28 مايو 1997 في فينيكس في الولايات المتحدة. لعب مع ريال سالت ليك وريال موناركس.

## وصلات خارجية
- تيت شميت على موقع الدوري الأمريكي (الإنجليزية)
- تيت شميت على موقع قاعدة بيانات كرة القدم.إي يو (الإنجليزية)
- تيت شميت على موقع Soccerway.com (الإنجليزية)